# Ignazio Danti
Ignazio (o Egnatio) Danti, al secolo Pellegrino Rainaldi Danti (Perugia, aprile 1536 – Alatri, 10 ottobre 1586), è stato un matematico, astronomo, vescovo cattolico e cosmografo italiano.

## Gioventù e periodo fiorentino
Ignazio Danti da ragazzo imparò i rudimenti della pittura e dell'architettura da suo padre e sua zia, ma la matematica e la scienza erano i suoi studi preferiti.
Entrò a far parte dell'ordine domenicano il 7 marzo 1555, cambiando il suo nome di battesimo da Pellegrino ad Ignazio. Dopo aver terminato i suoi studi in filosofia e teologia, si chiuse in preghiera per un breve periodo, ma presto si dedicò in maniera zelante alla matematica, all'astronomia ed alla geografia.
Intorno al 1567, fu invitato a Firenze da Cosimo I de' Medici, duca della Toscana, che lo chiamò, avvalendosi dei suoi servigi, per fare rinascere gli studi matematici e astronomici nel dominio recentemente acquisito. In particolare, ebbe da Cosimo la carica di cosmografo granducale, ed elaborò le mappe che decorano la Sala delle Carte di Palazzo Vecchio. Allo stesso tempo si dice che papa Pio V incaricasse Danti di progettare la costruzione un di una chiesa domenicana e di un convento a Bosco Marengo.
Durante il suo soggiorno a Firenze, Danti ricoprì la cattedra di matematica presso lo Studio Fiorentino e pubblicò diverse opere, tra le quali le Sette tavole del Trattato della Sfera (1567), il Trattato sull'uso della sfera (1569) e le traduzioni in italiano della Sfera di Proclo (1573), e della Prospettiva di Euclide (1573). In appendice a quest'ultima Danti curò l'editio princeps con traduzione latina dei Capita opticorum di Eliodoro di Larissa.

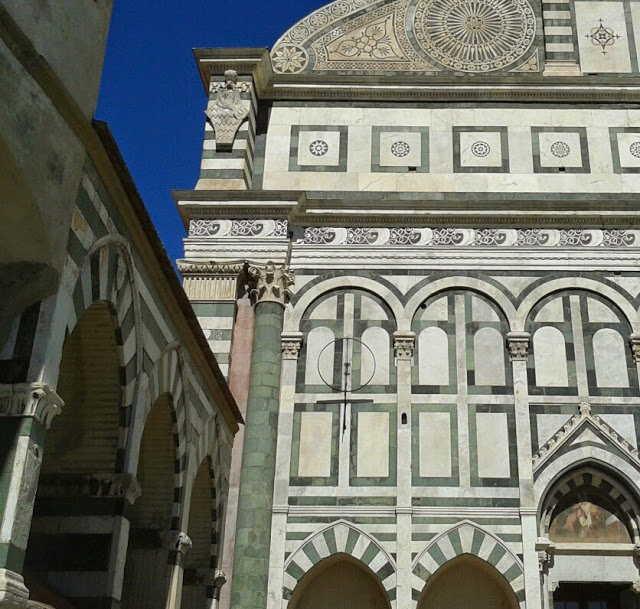
Equinozio di autunno, ombra a croce proiettata sulla facciata della Basilica di Santa Maria Novella

A Firenze Danti risiedette nel convento di Santa Maria Novella e progettò la sfera armillare e lo gnomone che compare all'estremità degli archi ciechi sulla facciata della chiesa nel 1572. Ebbe un'intensa attività di ideatore di strumenti scientifici e fu autore di testi molto diffusi sulla fabbricazione dell'astrolabio e sull'astronomia. Con il Trattato dell'uso et della fabbrica dell'astrolabio (1569) realizzò il primo trattato su tale strumento scritto in lingua italiana.
Danti, inoltre, fu scelto per dirigere la costruzione di un canale che doveva mettere Firenze in comunicazione sia con il Mediterraneo che con l'Adriatico. Cosimo I non visse tanto a lungo per completare il suo progetto e subito dopo la sua morte (1574), Danti divenne professore di matematica all'Università di Bologna dove, fra il 1575 e il 1576, costruì la prima meridiana per la basilica di San Petronio. A Bologna pubblicò le Scienze matematiche ridotte in tavole (1577), l'Anemographia (1578) e il Trattato del Radio Latino, che descriveva per la prima volta lo strumento ideato da Latino di Camillo Orsini. Durante quel periodo, il Danti passò un certo tempo a Perugia, su invito del governatore, durante il quale preparò le mappe della repubblica di Perugia.

## Il periodo romano

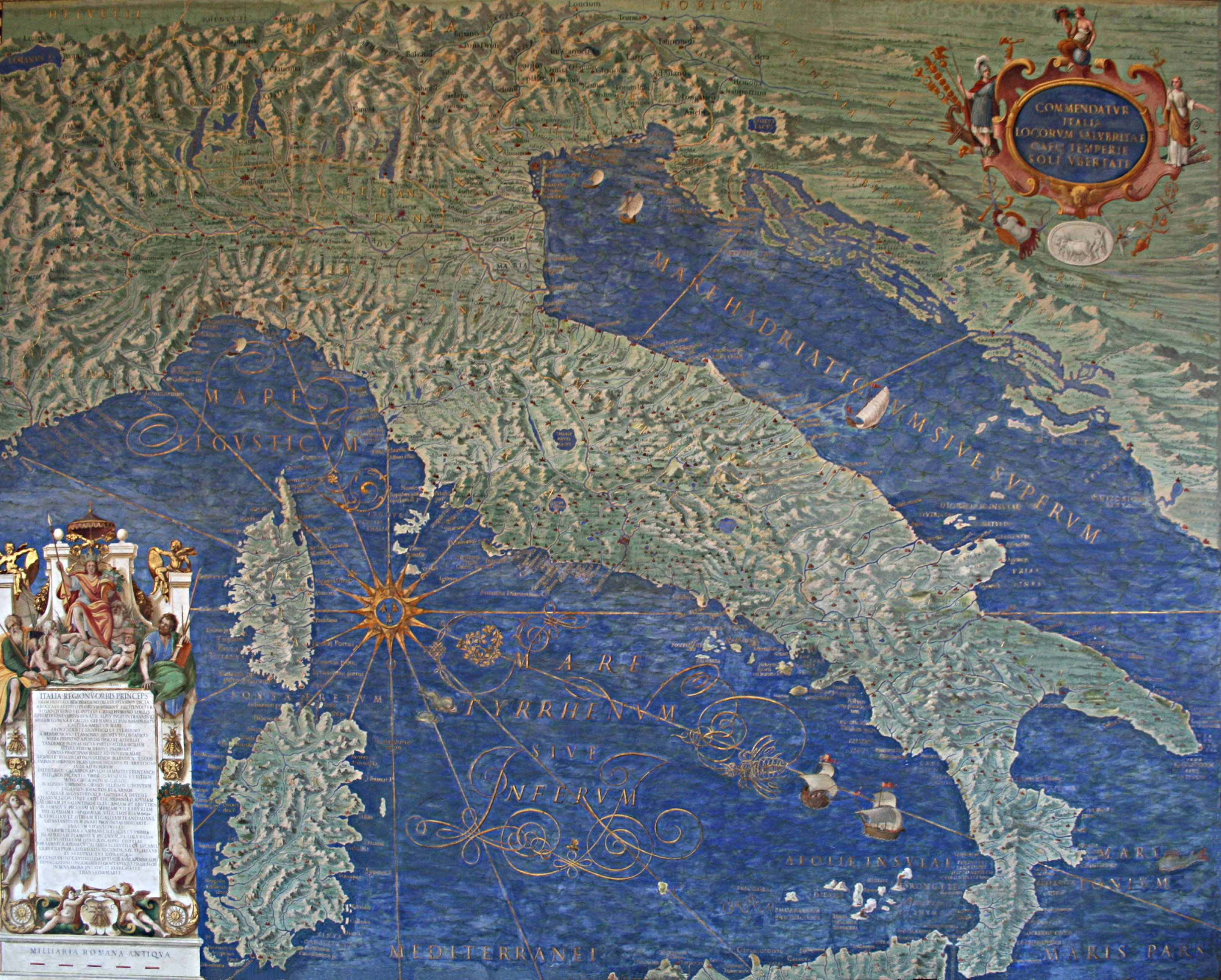
Mappa di Italia, Corsica e Sardegna, Galleria delle carte geografiche, Musei Vaticani

Alla morte di Cosimo I, lasciò Firenze perché non gradito al successore Francesco I. Si recò dunque a Roma dove lavorò alle carte geografiche dei Palazzi Vaticani, invitato per i suoi meriti matematici da papa Gregorio XIII, che lo nominò matematico pontificio e ne fece un membro della commissione per la riforma del calendario. Inoltre lo pose a capo dei pittori convocati in Vaticano dal papa, per continuare il lavoro cominciato brillantemente da Raffaello durante il pontificato di papa Leone X, ed allo stesso tempo per redigere carte geografiche dell'Italia antica e moderna.
Quando il pontefice incaricò l'architetto Domenico Fontana di riparare il porto di Claudio, fu Danti a fornire i progetti. Nel periodo in cui risiedette a Roma, pubblicò la seconda edizione del Trattato del Radio Latino, e diede alle stampe Le due regole della prospettiva pratica del Vignola, rimaste inedite al momento della morte del grande architetto. Il trattato di Vignola con il commentario e le note scientifiche di Danti, ebbe un'enorme diffusione e fu più volte ristampato (1611, 1635, 1644, 1682). Nel riconoscimento del suo lavoro, papa Gregorio XIII, nel 1583, lo elesse vescovo di Alatri nel Lazio. Danti si mostrò un pastore zelante nel suo nuovo incarico.
Come vescovo di Alatri, Danti convocò un sinodo diocesano, corresse molti abusi e mostrò grande sollecitudine verso i poveri. Promosse inoltre l'istituzione del Monastero dell'Annunziata, che progettò egli stesso e che è stato riconosciuto monumento nazionale. Poco prima della sua morte, papa Sisto V lo convocò a Roma per sovrintendere alla sistemazione del grande obelisco nella piazza del Vaticano.

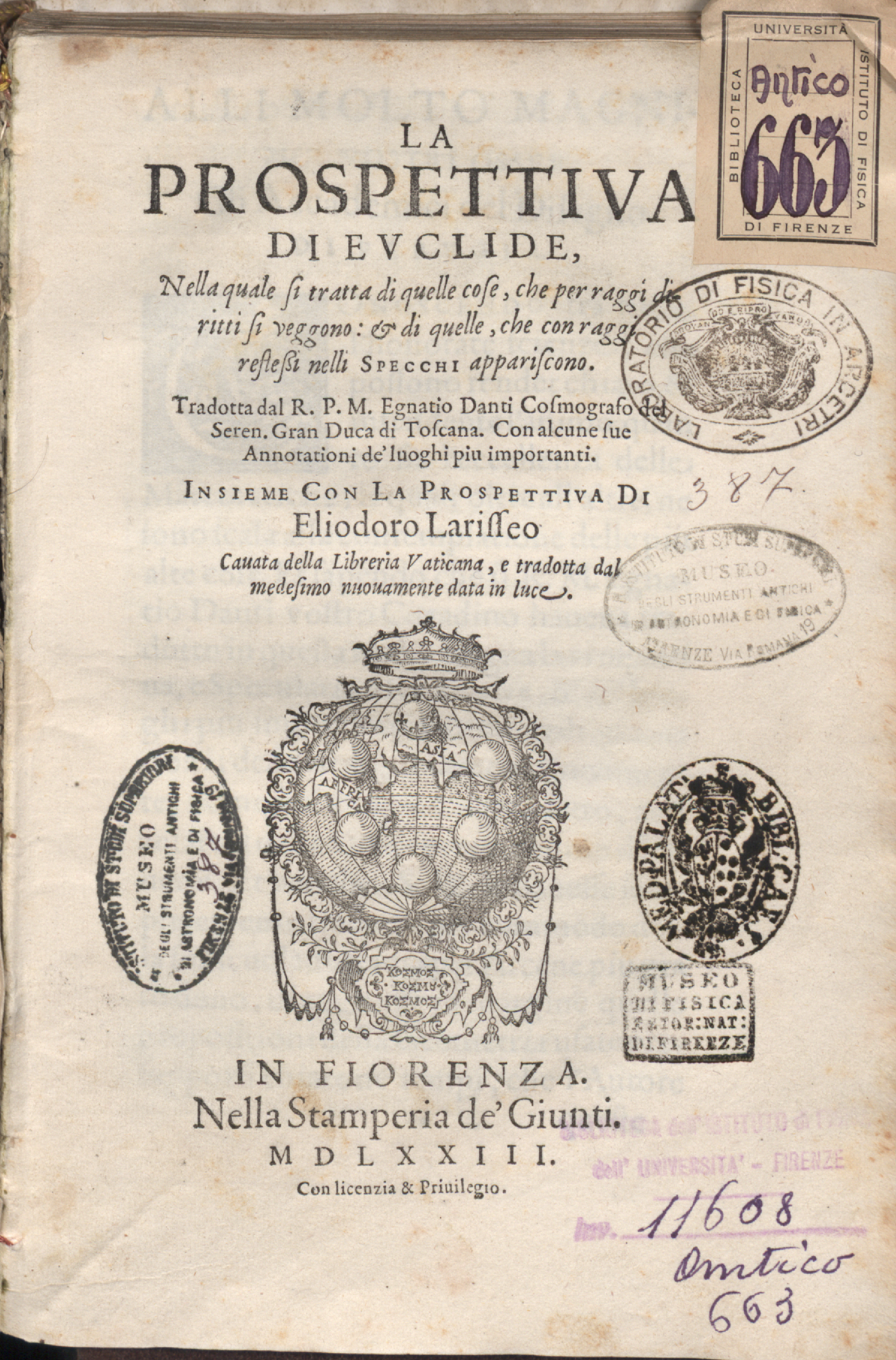
Euclides, Optica, tradotta dal R.P.M. Egnatio Danti

Morì ad Alatri. Dopo la sua morte, ad occupare la sua cattedra di matematica all'Università di Bologna nel 1588 fu chiamato Giovanni Antonio Magini, preferito a Galileo Galilei.

## Opere

Frontespizio di Le scienze matematiche di Egnatio Danti (Bologna, 1577)

- La prospettiva di Euclide, Firenze, Giunti, 1573.
- Le scienze matematiche ridotte in tavole, Bologna, Società tipografica bolognese, 1577.
- (LA) Anemographia, Bologna, Giovanni Rossi, 1578.
- Dell'uso et fabbrica dell'astrolabio, Firenze, Giunti, 1578.

## Genealogia episcopale
La genealogia episcopale è:
- Papa Innocenzo IX
- Vescovo Ignazio Danti, O.P.